# 스티븐 스필버그
스티븐 앨런 스필버그(영어: Steven Allan Spielberg, KBE, OMRI, 1946년 12월 18일 ~ )는 미국의 영화 감독, 각본가, 영화 프로듀서이다. 드림웍스의 공동 창립자이다.
스필버그의 영화는 40여년의 시간 동안 많은 주제와 장르를 다뤘다. 스필버그의 초기 SF, 어드벤처 영화는 현재 할리우드 블록버스터 영화 제작의 원형으로 꼽힌다. 스필버그는 1993년 《쉰들러 리스트》와 1998년 《라이언 일병 구하기》로 아카데미 감독상을 받았다. 타임지는 그를 '20세기의 가장 중요한 인물 100인'에 올렸다. 2011년 해즈브로가 주최한 트랜스포머 명예의 전당에 입성하였다.
그의 부친은 아널드 스필버그(Arnold Spielberg, 1917.2.6 ~ 2020.8.25)와 모친은 레아 프란시스 스필버그(Leah Frances Spielberg Adler, 1920.1.12 ~ 2017.2.21)가 있다.

## 생애 초기
스티븐 앨런 스필버그는 오하이오주 신시내티에서 유대인 부모 아놀드 스필버그와 레아 아들러의 아들로 태어났다. 10대 때, 스필버그는 애리조나주 스카츠데일에 있는 한 식당(Pinnacle Peak Patio)에서 처음으로 그의 친구들과 아마추어 8 mm "어드벤처"영화를 만들었다.

## 작품 목록

### 감독
- 파벨만스
- 웨스트 사이드 스토리
- 결투
- 레디 플레이어 원
- 죠스 시리즈
- 인디아나 존스 시리즈
- 라이언 일병 구하기
- 후크
- 마이너리티 리포트
- 뮌헨
- 슈가랜드 특급
- 쉰들러 리스트
- 아미스타드
- 어메이징 스토리
- 우주전쟁
- 이너스페이스
- 이티
- 쥬라기 공원
- 쥬라기 공원 2: 잃어버린 세계
- 캐치 미 이프 유 캔
- 컬러 퍼플
- 클로스 인카운터
- 태양의 제국
- 터미널
- 폴터가이스트
- 1941
- A.I.

### 제작
- 게이샤의 추억
- 리얼 스틸
- 맨 인 블랙 1
- 맨 인 블랙 2
- 맨 인 블랙 3
- 백 투 더 퓨처 시리즈
- 쥬라기 공원 3
- 쥬라기 월드
- 아버지의 깃발
- 트랜스포머 실사영화 시리즈
- 트위스터
- 폴링 스카이

## 수상 경력
- 1973년 아볼리아즈 판타스틱 필름페스티벌 대상
- 1974년 제27회 칸 영화제 각본상
- 1977년 제3회 새턴어워즈 최우수감독상
- 1981년 제7회 새턴어워즈 최우수판타지영화상
- 1981년 제7회 새턴어워즈 최우수감독상
- 1981년 제2회 보스턴비평가협회상 감독상
- 1981년 시네마준포어워즈 외국어영화상
- 1981년 주피터어워즈 외국영화상
- 1982년 주피터어워즈 외국영화상
- 1982년 제8회 새턴어워즈 최우수SF영화상
- 1982년 시네마준포어워즈 외국어영화상
- 1982년 시네마준포어워즈 리더스 초이스상
- 1982년 아메리칸무비어워즈 감독상
- 1982년 제3회 보스턴비평가협회상 감독상
- 1982년 제8회 LA비평가협회상 감독상
- 1982년 다비드 디 도나텔로 어워즈 외국감독상
- 1982년 캔자스시티비평가협회상 감독상
- 1982년 센트조어디어워즈 메이저 펠리큐어 인판틸상
- 1983년 쇼웨스트어워즈 올해의 감독상
- 1983년 제17회 전미비평가협회상 감독상
- 1983년 포토그레머스 디 플래터 어워즈 외국어영화상
- 1983년 블루리본어워즈 외국어영화상
- 1983년 제40회 골든글로브시상식 드라마부문 작품상
- 1983년 헤이스티 푸딩 씨어트리컬 어워즈 올해의 남성상
- 1984년 주피터어워즈 외국영화상
- 1984년 지포니필름페스티벌 작품상
- 1985년 다비드 디 도나텔로 외국프로듀서상
- 1985년 캔자스시티비평가협회상 감독상
- 1986년 제38회 미국감독조합상 영화부문 감독상
- 1986년 제39회 영국아카데미시상식 아카데미 팔로우 쉽상
- 1987년 제58회 미국비평가협회상 감독상
- 1987년 제59회 아카데미시상식 어빙 탤버그상
- 1987년 블루리본어워즈 외국어영화상
- 1987년 크리스토퍼어워즈 작품상
- 1988년 캔자스시티비평가협회상 감독상
- 1993년 주피터어워즈 외국감독상
- 1993년 주피터어워즈 외국영화상
- 1993년 제19회 새턴어워즈 최우수SF영화상
- 1993년 제19회 새턴어워즈 최우수감독상
- 1993년 제6회 시카고비평가협회상 감독상
- 1993년 제6회 시카고비평가협회상 작품상
- 1994년 제51회 골든글로브시상식 감독상
- 1994년 제51회 골든글로브시상식 드라마부문 작품상
- 1994년 제28회 전미비평가협회상 감독상
- 1994년 제46회 미국감독조합상 영화부문 감독상
- 1994년 제47회 영국아카데미시상식 데이빗 린상
- 1994년 제47회 영국아카데미시상식 작품상
- 1994년 제66회 아카데미시상식 감독상
- 1994년 제66회 아카데미시상식 작품상
- 1994년 주피터어워즈 외국감독상
- 1994년 주피터어워즈 외국영화상
- 1995년 제15회 런던비평가협회상 감독상
- 1998년 제24회 새턴어워즈 최우수 액션,모험상
- 1998년 제24회 LA비평가협회상 감독상
- 1999년 제56회 골든글로브시상식 감독상
- 1999년 제56회 골든글로브시상식 드라마부문 작품상
- 1999년 제19회 런던비평가협회상 작품상
- 1999년 제4회 크리틱스초이스어워즈 감독상
- 1999년 제51회 미국감독조합상 영화부문 감독상
- 1999년 제71회 아카데미시상식 감독상
- 2000년 제52회 미국감독조합상 공로상
- 2001년 대영 제국 훈장 명예 2등급(honorary KBE, 외국인대상 정원외)
- 2001년 제27회 새턴어워즈 최우수각본상
- 2001년 제27회 새턴어워즈 최우수SF영화상
- 2002년 제28회 새턴어워즈 최우수감독상
- 2002년 제28회 새턴어워즈 최우수SF영화상
- 2002년 제28회 새턴어워즈 최우수 DVD/BD 클래식 필름상
- 2003년 제8회 크리틱스초이스어워즈 감독상
- 2003년 제29회 새턴어워즈 최우수 DVD/BD 컬렉션상
- 2003년 이탈리아 공화국 공로장 1등급(Cavaliere di Gran Croce OMRI)
- 2005년 제10회 홍콩금자형장 10대 외국어영화상
- 2009년 제66회 골든글로브시상식 평생공로상
- 2012년 제69회 골든글로브시상식 장편애니메이션상
- 2013년 포브스 세계에서 가장 영향력 있는 유명인사 100인
- 2017년 전미비평가위원회 올해의 전미비평가상

## 같이 보기
- 시네마스코어